# Longevelle-sur-Doubs
Longevelle-sur-Doubs ist eine französische Gemeinde mit 653 Einwohnern (Stand: 1. Januar 2022) im Département Doubs in der Region Bourgogne-Franche-Comté.

## Geographie
Longevelle-sur-Doubs liegt auf 302 m, fünf Kilometer östlich von L’Isle-sur-le-Doubs und etwa 13 Kilometer westsüdwestlich der Stadt Montbéliard (Luftlinie). Das Straßendorf erstreckt sich am rechten (nördlichen) Ufer des Doubs, am Nordrand der äußersten Höhenzüge des Juras.
Die Fläche des 8,31 km² großen Gemeindegebiets umfasst einen Abschnitt des Doubstals. Die südliche Grenze verläuft entlang dem Doubs, der hier in einer ungefähr ein Kilometer breiten flachen Talniederung nach Westen fließt und von der Wasserstraße des Rhein-Rhône-Kanals begleitet wird. Vom Flusslauf erstreckt sich das Gemeindeareal nordwärts über die Talaue und einen rund 40 m hohen Steilhang bis auf die angrenzenden, überwiegend bewaldeten Höhen einer Kalkhochfläche. Von West nach Ost sind dies der Bois de Cugnot (406 m), die Höhe von Longevelle (405 m) und der Bois de Cujot, auf dem mit 432 m die höchste Erhebung von Longevelle-sur-Doubs erreicht wird. Die Hochfläche wird durch verschiedene Täler untergliedert (meist ohne oberirdisches Fließgewässer, weil das Niederschlagswasser im verkarsteten Untergrund versickert).
Zu Longevelle-sur-Doubs gehört der Weiler Les Beussières (310 m) leicht erhöht am nördlichen Talrand des Doubs am Eingang in die Talmulde von Beutal. Nachbargemeinden von Longevelle-sur-Doubs sind Beutal im Norden, Lougres im Osten, Colombier-Fontaine, Saint-Maurice-Colombier und Blussangeaux im Süden sowie La Prétière im Westen.

## Geschichte
Das Gemeindegebiet von Longevelle war schon sehr früh besiedelt, was anhand von Ausgrabungsfunden (Werkzeug) aus dem Paläolithikum und der Bronzezeit im Abri La Roche-aux-Gours nachgewiesen werden konnte. Während der Römerzeit befand sich hier ein Landgut.
Erstmals urkundlich erwähnt wird Longevelle im Jahr 1134 unter dem Namen Longavilla; von 1513 ist die Bezeichnung Longeveule überliefert. Der Ortsname bedeutet auf Französisch so viel wie long village (langes Dorf). Longevelle gehörte im Mittelalter zur Herrschaft Châtelot, die 1561 durch Kauf unter die Oberhoheit der Grafen von Württemberg-Mömpelgard (Montbéliard) kam. Sie setzten die 1565 die Reformation in Longevelle durch und die Kirche mit dem Patrozinium Assomption (Mariae Himmelfahrt) wurde lutherisch.
Die französische Besatzungsmacht entzog 1735 die lutherische Kirche für den katholischen Ritus. Mit dem Versailler Vertrag von 1748 gelangte das Dorf an Frankreich. Mit Anerkennung der Lutheraner als Bürger, erlangten diese 1790 Longevelles Kirche zurück. Um eine Verwechslung mit anderen gleichnamigen Gemeinden zu vermeiden, wurde Longevelle im Jahr 1923 offiziell in Longevelle-sur-Doubs umbenannt. Heute ist Longevelle-sur-Doubs Teil des Gemeindeverbandes Pays de Montbéliard Agglomération.

## Bevölkerung
| Jahr                       | 1962 | 1968 | 1975 | 1982 | 1990 | 1999 | 2018 |
| Einwohner                  | 412  | 448  | 493  | 493  | 657  | 604  | 675  |
| Quellen: Cassini und INSEE |      |      |      |      |      |      |      |

Mit 653 Einwohnern (Stand 1. Januar 2022) gehört Longevelle-sur-Doubs zu den kleinen Gemeinden des Départements Doubs. Nachdem die Einwohnerzahl in der ersten Hälfte des 20. Jahrhunderts stets im Bereich zwischen 290 und 360 Personen gelegen hatte, wurde seit Beginn der 1960er Jahre ein Bevölkerungswachstum verzeichnet.

## Sehenswürdigkeiten
Die lutherische Kirche von Longevelle-sur-Doubs (Temple luthérien) ist im Kern ein vorreformatorischer Bau. Der 1742 angebaute Chor wurde 1822 wieder entfernt. Der Kirchturm entstand 1780, erhielt aber erst 1866 seine jetzige Spitze. Zur gleichen Zeit wurden die kleinen Fenster des Schiuffes durch große ersetzt.

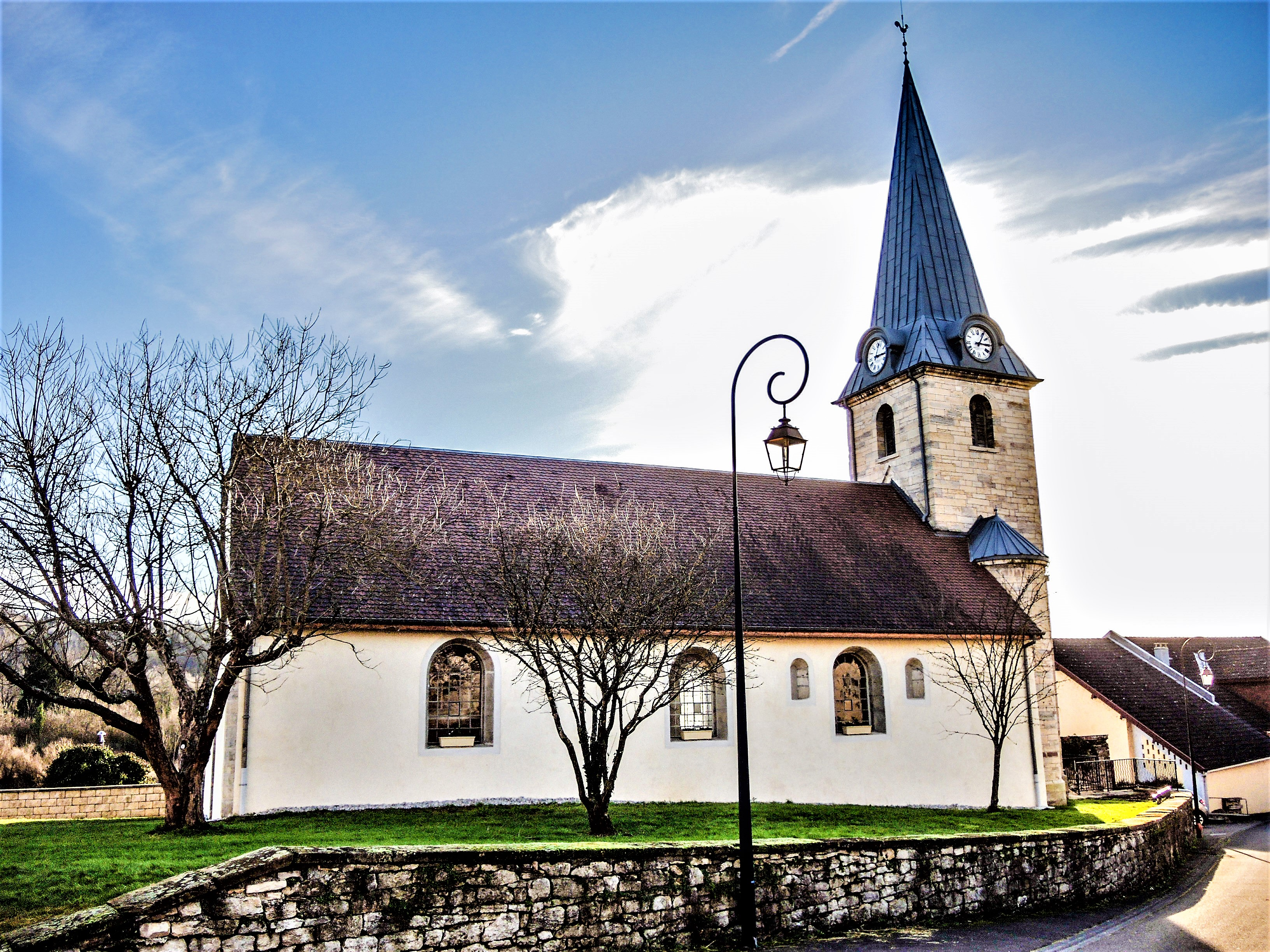
Lutherische Kirche

## Wirtschaft und Infrastruktur
Longevelle-sur-Doubs war bis weit ins 20. Jahrhundert hinein ein vorwiegend durch die Landwirtschaft (Ackerbau, Obstbau und Viehzucht) und die Forstwirtschaft geprägtes Dorf. Daneben gibt es heute verschiedene Betriebe des lokalen Kleingewerbes. Mittlerweile hat sich das Dorf auch zu einer Wohngemeinde gewandelt. Viele Erwerbstätige sind deshalb Wegpendler, die in den größeren Ortschaften der Umgebung und in der Agglomeration Montbéliard ihrer Arbeit nachgehen.
Die Ortschaft ist verkehrstechnisch gut erschlossen. Sie liegt an der Hauptstraße N463, die von Montbéliard nach L’Isle-sur-le-Doubs führt. Der nächste Anschluss an die Autobahn A36 befindet sich in einer Entfernung von ungefähr 14 Kilometern. Weitere Straßenverbindungen bestehen mit Blussangeaux, Beutal und Saint-Maurice-Colombier.